# Цилига, Анте
Анте Цилига варианты имени Антэ или Антон Антонович, вариант транскрипции фамилии Чилига (хорв. Ante  Ciliga, 20 февраля 1898 — 21 октября 1992) — хорватский политик, писатель и издатель, бывший одним из основателей и руководителей Хорватской компартии и Союза коммунистов Югославии, представитель СКЮ в Коминтерне в Москве, узник Верхнеуральского политизолятора, мемуарист.

## Биография
Родился в бедной крестьянской семье в маленьком истрийском селе Шеговичи (коммуна Маршана). Истрия в то время относилась к Австрийскому Приморью (в настоящее время входит в состав Хорватии). После Первой мировой войны Анте Цилига вступил в Хорватскую социалистическую партию, в 1920 году присоединился к Югославской коммунистической партии. Вскоре он стал членом ЦК и Политбюро Союза коммунистов Югославии (KPJ), а также главным редактором газеты «Борба», региональным секретарём коммунистов Хорватии и членом Балканского бюро Коминтерна. Руководство Коминтерна доверило ему управление революционной борьбой в Центральной Европе.
После переезда в Вену в 1925 году в качестве местного представителя СКЮ, он перебрался в Советский Союз, где он жил с октября 1926 года по декабрь 1935 г. Его первые три года в СССР прошли в Москве, там он работал преподавателем на югославском отделении Коммунистического университета малых народов запада (КУМНЗ). Он стал сторонником Левой оппозиции в ВКП(б).
В 1929 году, как и большая часть руководства югославской компартии, выступил на стороне Левой оппозиции. В 1930 году преподавал в Рабоче-Крестьянском Университете имени Зиновьева в Ленинграде. 21 мая 1930 года арестован за пересылку Троцкому некоторых оппозиционных материалов и за участие в организации югославской группы политэмигрантов, симпатизирующей левой оппозиции. Публично объявлен «ренегатом коммунизма» в журнале «Коммунистический интернационал». Исключён из Югославской компартии. Провёл три года в Верхнеуральском политизоляторе. Существенно помог сближению коммунистического (троцкистского) и социал-демократического секторов политизолятора. По мнению Д. М. Бацера, знавшего Цилигу по Верхнеуральску, этому способствовали симпатии Цилиги к социал-демократке из Одессы Ольге Ашпис. В 1933 году был сослан в Енисейск. В ноябре 1933 находился в больнице в Красноярске. 28 ноября после того, как он был схвачен для отправки в ссылку в Енисейск, вскрыл себе вены. Письмо прокурору Акулову в защиту Цилиги подписали 13 ссыльных троцкистов из Енисейска. Два с половиной года находился там в ссылке. На Западе была организована кампания за освобождение Цилиги и, благодаря своему итальянскому гражданству в декабре 1935-го он добился выезда из СССР.
Выехав из СССР, Цилига жил во Франции. Он некоторое время сотрудничал с Троцким, затем перешел на сторону социал-демократии. Однако уже июле-августе 1936 года троцкисты в своем «Бюллетень оппозиции» объявили: «наш Бюллетень не может иметь общих политических сотрудников с изданиями меньшевиков. Мы вынуждены поэтому прекратить печатание статей тов. Цилига». Несмотря на полный разрыв Цилиги с Троцким, с опозданием на год газета «Правда» так характеризовала Антэ Цилигу: «в Югославии троцкистскую группу возглавляет некто Цилиг <так в тексте — ВП>, итальянский шпион и одновременно агент югославской охранки».
В 1936—1937 гг. в Париже он написал книгу «В стране великой лжи». В 1938-м книга вышла в свет. Это рассказ о пребывании в СССР и политический анализ режима, который Цилига определил как государственный капитализм. Затем эта работа была дополнена, её окончательная версия была озаглавлена «Десять лет в стране великой лжи». В августе 1941-го он закончил второй том своих воспоминаний «Сибирь. Земля ссылки и индустриализации». Английский перевод книги называется «The Russian Enigma». Воспоминания Цилиги — важнейший исторический источник о коммунистической оппозиции в СССР в 20-е и 30-е годы. Зимой 1937—1938 годов Цилига вместе с Истменом, Сержем, Сувариным и другими поставил вопрос об ответственности Троцкого за подавление Кронштадтского восстания в 1921 году.
В декабре 1941-го Цилига, хотя у него и была возможность уехать в Америку, предпочел вернуться в Хорватию, где к власти пришел прогерманский фашистский режим Анте Павелича. Вскоре после прибытия Цилига был арестован усташской полицией и в течение одного года (1942/1943) находился в концентрационном лагере Ясеноваце. Однако 1 января 1943-го он был освобождён. По определению английских историков Цилига стал «ярым националистом». Он писал для усташской идеологической газеты Spremnost (Готовность), позже критикуя Анте Павелича следующим образом: «Одним словом, Павелич [его политика] разобщает хорватов, объединяет сербов, укрепляет коммунистических партизан, он слепо связал Хорватское дело с теми, кто был обречён проиграть войну. Трудно представить себе более самоубийственную политику». В своих трудах годы спустя он подчеркнул: «я был за государство усташей, я был за хорватское государство. И я защищал тезис, что государство усташей должно быть реформировано, а не уничтожено».
После войны Цилига жил в Риме. В конце жизни вернулся в Хорватию.

## Труды

### На русском языке
- Антэ Цилига. Русская революция и причины её вырождения. // Révolution Prolétarienne. 25 ноября 1936 г.
- А. Цилига. Сталинские репрессии в СССР // Бюллетень оппозиции. — 1936. — No 47. — С. 1-4.
- А. Цилига. Югославские и венгерские коммунисты в изоляторах, Концлагери, Зиновьев и Каменев в Верхне-Уральском изоляторе. // Бюллетень оппозиции (большевиков-ленинцев) № 47. Январь 1936 г.
- Антон Цилига. В борьбе за выезд из СССР. // Бюллетень оппозиции (большевиков-ленинцев) № 48. Февраль 1936 г.
- Антэ Цилига. Размышления о Ленине в Верхнеуральском политизоляторе (Отрывок из книги А. Цилиги «Десять лет в стране великой лжи», глава «Ленин также»)
- Антэ Цилига. Кронштадтское восстание и судьба Русской революции // Révolution Prolétarienne. № 278, 10 сентября 1938 г.
- Цилига А. В Ленинграде. // Современные записки, 1938. № 66. С. 330—336.
- Цилига А. Верхнеуральский политизолятор. // Современные записки, 1938. № 67. С. 351—384.

## Комментарии
1. ↑  Ольга Иосифовна Ашпис-Трейгер (1903—?). На Соловках и в Верхнеуральском политизоляторе была с мужем Николаем Ивановичем Трейгером (1902—1937). Позднее они расстались, Трейгер был женат ещё раз[10]
2. ↑  Их имена:
  1. Бобинский (вероятно, Герш Маркович Бабинский (1897, Киевской губ. — 26.10.1937, Алма-Ата, расстрелян))[12][13];
  2. Платон Иванович Волков (1895, Витебск — 3 октября 1936, Москва, расстрелян)[14][15];
  3. Сима (Серафима) Исааковна Гуровская (1902, Владикавказ — 1938, Ухпечлаг, расстреляна)[16][17];
  4. Джинашвили (?) (возможно, речь идёт о Гаврииле Михайловиче Джанашвили, лишённом избирательных прав и административно высланном в Красноярский Край в 1927 году[18]);
  5. Кордина (вероятно, Мария Яковлевна Корхина, (1898, Могилев—?)[19];
  6. Ида Давыдовна Лемельман (1891, Ростов-на-Дону — 25.10.1937, Магаданская обл., расстреляна)[20];
  7. Арон Яковлевич Пломпер (1902, Бельск — 1978?[21][22]), 7 арестов, реабилитирован по последним арестам в 1956[23][24];
  8. Самуил Моисеевич Рапопорт (1889, с. Глубокое Виленской губ. — 11.10.1936, Ленинград, расстрелян[25])[26];
  9. Абрам Ефимович Симбирский (1905, Чернигов — ?)[27];
  10. Плотников;
  11. Михаил Лазарович (Лазаревич) Шапиро (1906, г. Сморгонь Виленской губ. — 25 декабря 1937, Ухтпечлаг, Чибью, расстрелян)[28];
  12. Александр Николаевич Фёдоров (1907, Михайлов Рязанской губ. — ?) В 1934 году политический ссыльный в Енисейске, был допрошен по делу А. П. Казласа, 5.11.1936 арестован, 4.06.1937 осуждён на 8 лет ИТЛ[29];
  13. Дмитрий Фёдорович Чикин (1903, с. Кочкурово Нижегородской губ — ?)[27].

По словам Цилиги, всем им после шестимесячного заключения была сначала продлена ссылка на три года, а позже они были отправлены в лагеря[30]